# SVE Utrecht

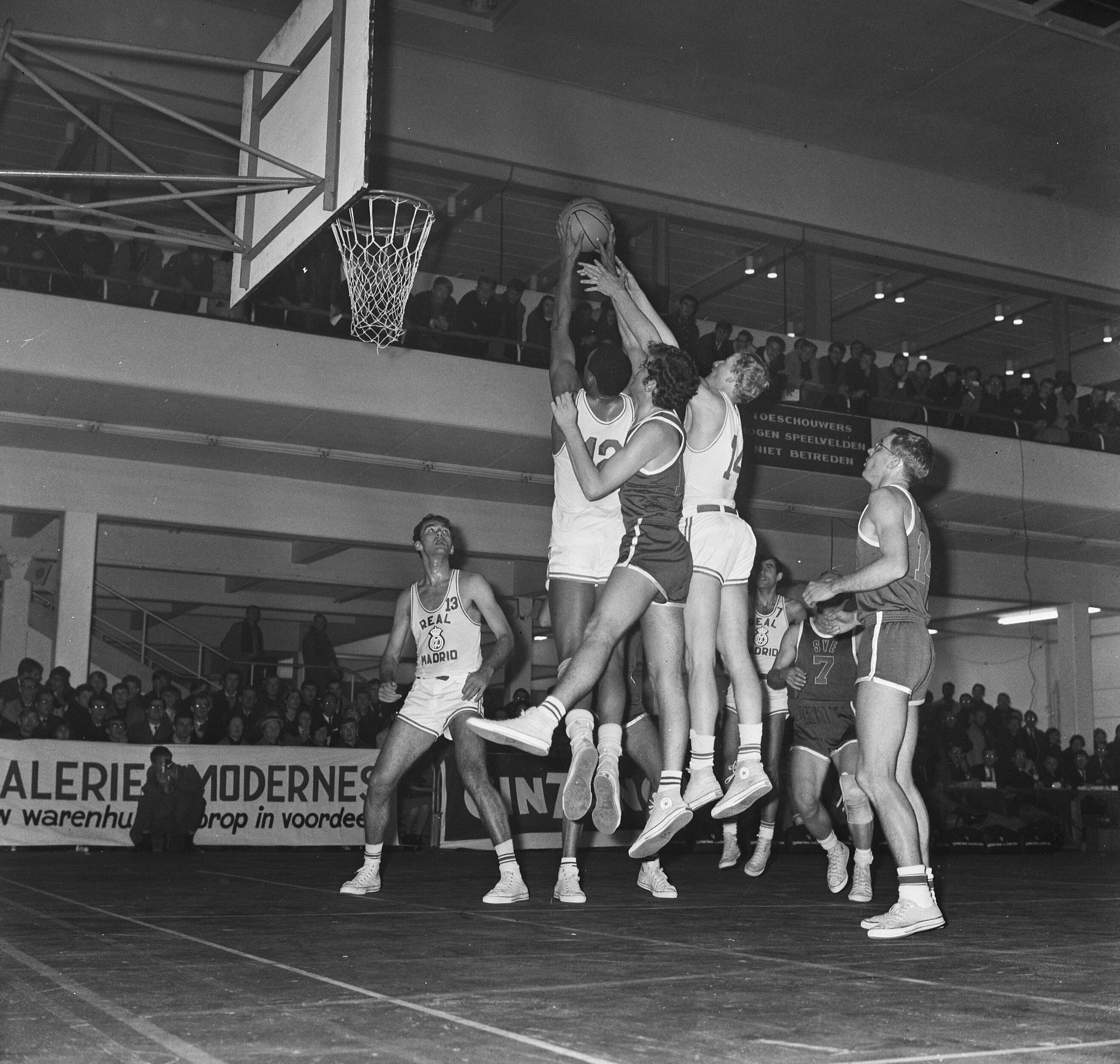
SVE tegen Real Madrid Baloncesto in 1967

SVE Utrecht (Sport Vereniging Eendracht Utrecht) of Eendracht Utrecht, was een basketbalclub uit Utrecht.

## Geschiedenis
Eendracht Utrecht was de eerste basketbalclub die niet uit Amsterdam kwam, maar wel een landskampioenschap won. In het seizoen 1966/67 won het 20 van de 23 wedstrijden, genoeg voor het landskampioenschap. In het volgende seizoen speelde SVE in de FIBA Champions Cup; in de eerste ronde werd het uitgeschakeld door titelverdediger Real Madrid.

## Honours
Nederlands Kampioenschap
- Winnaar: (1): 1966/67

NBB-Beker
- Winnaar: (1): 1967/68